# Anticla amphea
Anticla amphea är en fjärilsart som beskrevs av Druce 1890. Anticla amphea ingår i släktet Anticla och familjen silkesspinnare. Inga underarter finns listade i Catalogue of Life.